# Journal de voyage en Italie
Journal de voyage en Italie – dziennik podróży Michela de Montaigne'a z lat 1580-1581, którego oryginalny rękopis został odnaleziony i opublikowany przez Meusnier de Querlon w 1774 (z tekstem włoskim i tłumaczeniem francuskim) oraz w 1775 (wraz z tekstem włoskim).
Dziennik stanowił interesującą analizę zwiedzanego kraju (Włoch), w tym obyczajów ludności. Autor był pierwszym znanym turystą, który związał się emocjonalnie ze zwiedzanym krajem.